# أنطونين سترناد
أنطونين سترناد (بالألمانية: Antonín Strnad)(10 أغسطس 1746 – 23 سبتمبر 1799)، جغرافي وأستاذ تشيكي، شغل منصب رئيس جامعة كارل-فرديناند في براغ ومدير مرصد كليمنتينوم [الإنجليزية]. يُعتبر مؤسس علم الأرصاد الجوية وعلم الأرصاد الزراعية (الأغراميتورولوجيا) والفينولوجيا في التشيك، كما كان من بين رواد النهضة الوطنية التشيكية. بدأ بتوثيق ملاحظاته المناخية في مرصد كليمنتينوم، ومنذ عام 1775، بدأ أطول سلسلة ملاحظات من نوعها في العالم.